# Botrytis aclada
Botrytis aclada är en svampart som beskrevs av Fresen. 1850. Botrytis aclada ingår i släktet Botrytis och familjen Sclerotiniaceae.   Inga underarter finns listade i Catalogue of Life.